# Magnus Caris
Magnus Caris (* 15. November 1968) ist ein schwedischer Dartspieler.

## Karriere

### BDO: 1987 bis 2009
Magnus Caris spielte in seinen 22 Jahren bei der BDO insgesamt sieben Weltmeisterschaften. Er erreichte einmal das Halbfinale. Dies spielte er im Jahr 1994 gegen Bobby George. Caris führte 4:2 in Sätzen und hatte einen Matchdart auf Doppel 18. Er vergab diesen und verlor darauf neun Legs in Serie, so drehte George das Spiel und gewann 5:4.

### PDC: 2009 bis heute
2009 wechselte Caris zur PDC. Er spielte dort fünf Weltmeisterschaften, doch schied jeweils immer in Runde 1 aus. Er war zudem bei den ersten sieben Ausgaben des World Cup of Darts, der Team-WM, dabei. Er erreichte dort mit Schweden dreimal das Achtelfinale.

## Weltmeisterschaftsresultate

### BDO
- 1988: 1. Runde (1:3-Niederlage gegen  Rick Ney)
- 1989: 2. Runde (0:3-Niederlage gegen  Mike Gregory)
- 1990: Viertelfinale (1:4-Niederlage gegen  Eric Bristow)
- 1991: 1. Runde (0:3-Niederlage gegen  Dennis Priestley)
- 1992: 1. Runde (1:3-Niederlage gegen  Phil Taylor)
- 1994: Halbfinale (4:5-Niederlage gegen  Bobby George)
- 1995: 1. Runde (2:3-Niederlage gegen  Kevin Painter)

### PDC
- 2010: 1. Runde (1:3-Niederlage gegen  Colin Lloyd)
- 2011: 1. Runde (0:3-Niederlage gegen  Mervyn King)
- 2012: 1. Runde (2:3-Niederlage gegen  Steve Beaton)
- 2013: 1. Runde (0:3-Niederlage gegen  Robert Thornton)
- 2017: 1. Runde (0:3-Niederlage gegen  Adrian Lewis)